# Józef Konarzewski
Józef Konarzewski, ps. Czajkowski, Pietrek, Wicek (ur. 29 stycznia 1907 w Strzemieszycach Wielkich, zm. 7 stycznia 1980 w Warszawie) – generał brygady MO, komendant główny MO w latach 1949–1953.

## Życiorys
Syn Piotra i Józefy. Od 1923 był zatrudniony w Warszawie w charakterze ślusarza. Przed wojną odbył służbę wojskową (1928–1930). W 1933 wstąpił do Komunistycznej Partii Polskiej. Był również działaczem Związku Robotników Przemysłu Metalowego. Podczas okupacji niemieckiej wstąpił do Stowarzyszenia Przyjaciół ZSRR. W 1942 został członkiem Polskiej Partii Robotniczej, od listopada 1942 był skarbnik Komitetu Dzielnicowego PPR na Powązkach, a od sierpnia 1943 sekretarzem KD PPR Powązki. Członek Komitetu Warszawskiego PPR, 19 lutego 1944 brał udział w pierwszym posiedzeniu Warszawskiej Rady Narodowej. Od 4 listopada 1944 był komendantem komendy MO miasta stołecznego Warszawy.
Delegat na I Zjazd PPR w grudniu 1945. Zastępca komendanta głównego MO ds. operacyjnych (1948–1949), następnie komendant główny MO (1949–1953). W latach 1953–1969 był prezesem Głównego Urzędu Ceł w Warszawie. W lipcu 1969 przeszedł na emeryturę.
Pochowany został na cmentarzu Wojskowym na Powązkach  w Warszawie (kwatera B 32-Tuje-21).

## Ordery i odznaczenia
- Order Sztandaru Pracy I klasy
- Order Sztandaru Pracy II klasy
- Order Krzyża Grunwaldu III klasy
- Krzyż Oficerski Orderu Odrodzenia Polski (10 października 1945)[4]
- Złoty Krzyż Zasługi (dwukrotnie: 11 maja 1946[5], 4 października 1946[6])
- Medal za Warszawę 1939–1945 (17 stycznia 1946)[7]